# Campionat del món de ciclisme en pista de 1978
El Campionat Mundial de Ciclisme en Pista de 1978 es va celebrar a Múnic (Alemanya Occidental) del 16 al 21 d'agost de 1978.
Les competicions es van celebrar al Radstadion de Múnic. En total es va competir en 12 disciplines, 10 de masculines i 2 de femenines.

## Resultats

### Masculí

#### Professional
| Prova                 | Or                     | Argent                         | Bronze                             |
| Velocitat individual  | Koichi Nakano · Japó   | Dieter Berkmann · RFA          | Yoshinobu Sugano · Japó            |
| Persecució individual | Gregor Braun · RFA ·   | Roy Schuiten · Països Baixos · | Jean-Luc Vandenbroucke · Bèlgica · |
| Darrere moto          | Wilfried Peffgen · RFA | Martin Venix · Països Baixos   | Cees Stam · Països Baixos          |

#### Amateur
| Prova                     | Or                                                                        | Argent                                                                                | Bronze                                                                     |
| Velocitat individual      | Anton Tkáč · Txecoslovàquia                                               | Emanuel Raasch · RDA                                                                  | Christian Dresscher · RDA                                                  |
| Persecució individual     | Detlef Macha · RDA                                                        | Norbert Dürpisch · RDA                                                                | Uwe Unterwalder · RDA                                                      |
| Persecució per equips     | RDA · Uwe Unterwalder · Gerald Mortag · Matthias Wiegand · Volker Winkler | Unió Soviètica · Igor Pilipenko · Vassili Ehrlich · Vladimir Osokin · Vitali Petrakov | Suïssa · Robert Dill-Bundi · Urs Freuler · Hans Känel · Walter Baumgartner |
| Quilòmetre contrarellotge | Lothar Thoms · RDA ·                                                      | Jocelyn Lovell · Canadà ·                                                             | Rainer Hönisch · RDA ·                                                     |
| Cursa per punts           | Noël Dejonckheere · Bèlgica ·                                             | Walter Baumgartner · Suïssa ·                                                         | Jean-Jacques Rebiere · França ·                                            |
| Tàndem                    | Txecoslovàquia · Vladimír Vačkář · Miloslav Vymazal                       | Estats Units · Gerald Ash · Leslie Barczewski                                         | Països Baixos · Sjaak Pieters · Laurens Veldt                              |
| Darrere moto              | Rainer Podlesch · RFA                                                     | Mattheus Pronk · Països Baixos                                                        | Martin Rietveld · Països Baixos                                            |

### Femení
| Prova                 | Or                                     | Argent                         | Bronze                         |
| Velocitat individual  | Galina Tsareva · Unió Soviètica        | Sue Novara · Estats Units      | Iva Zajíčková · Txecoslovàquia |
| Persecució individual | Keetie van Oosten-Hage · Països Baixos | Anna Riemersma · Països Baixos | Luigina Bissoli · Itàlia       |

## Medaller
| Pos. | País           | Or | Plata | Bronze | Total |
| 1    | RDA            | 3  | 2     | 3      | 8     |
| 2    | RFA            | 3  | 1     | 0      | 4     |
| 3    | Txecoslovàquia | 2  | 0     | 1      | 3     |
| 4    | Països Baixos  | 1  | 4     | 3      | 8     |
| 5    | Unió Soviètica | 1  | 1     | 0      | 2     |
| 6    | Japó           | 1  | 0     | 1      | 2     |
| -    | Bèlgica        | 1  | 0     | 1      | 2     |
| 8    | Estats Units   | 0  | 2     | 0      | 2     |
| 9    | Suïssa         | 0  | 1     | 1      | 2     |
| 10   | Canadà         | 0  | 1     | 0      | 1     |
| 11   | França         | 0  | 0     | 1      | 1     |
| -    | Itàlia         | 0  | 0     | 1      | 1     |
|      |                | 12 | 12    | 12     | 36    |